# Юваль Рафаель
Юваль Рафаель (івр. יובל רפאל, нар. *5 листопада 2000, Тель-Авів, Центральний округ, Ізраїль) — ізраїльська співачка, представниця Ізраїлю на пісенному конкурсі Євробачення 2025 у Базелі, Швейцарія.

## Біографія
Народилася в сім'ї Ліат і Цвікі Рафаель у Тель-Авіві й виросла в мошаві Педая; є племінницею підприємиці Роніт Рафаель. Виросла і здобула освіту в Раанані, у 6 років переїхала з батьками до швейцарської Женеви, де вони прожили близько трьох років. 
У дитинстві слухала рок-гурти, такі як Led Zeppelin і Scorpions, а також співачок, таких як Бейонсе та Селін Діон. Професійно співати почала у 2023 році.
В юності вивчала театральне мистецтво та арабську мову.
Пізніше служила в Армії оборони Ізраїлю в Корпусі військової поліції як бійчиня на блокпосту в районі Єрусалима.
12 лютого 2017 року на YouTube був завантажений кавер Рафаель на пісню «Hurt» американської співачки Крістіни Аґілери, що стало її єдиною відомою музичною згадкою до участі в «The Next Star».
Рафаель була присутня на музичному фестивалі NOVA в Реїмі 7 жовтня 2023 року, коли палестинські терористи, очолювані Хамасом, напали на учасників фестивалю, вбили 364 учасників і взяли в заручники 40 осіб. Рафаель сховалася в публічному бомбосховищі недалеко від кібуцу Беері разом із 50 іншими людьми. Після того, як бойовики ХАМАС кинули гранати в притулок, вона дістала осколкові поранення і прикинулася мертвою, що зрештою врятувало їй життя; вона була однією з 12 тих, хто вижили. У своїй промові перед Радою з прав людини ООН Юваль Рафаель описала жахи, свідкою яких стала під час нападу. Вона також заявила, що зіткнулася з ворожістю з боку деяких учасників ООН, коли одягла жовту стрічку — символ солідарності з ізраїльськими заручниками, яких усе ще утримує ХАМАС.

## Кар'єра
19 листопада 2024 року відбулося прослуховування для 11-го сезону шоу «Га-Кохав га-Ба» (The Next Star), яке було відбором ізраїльського представника для виступу на Пісенному конкурсі Євробачення 2025. Юваль Рафаель виконала пісню «Anyone» і пройшла до наступного туру з результатом 98 %.
Протягом усього конкурсу вона також виконала ряд цікавих пісень, таких як «Talking Bird» і «Mon amour». У першому півфіналі Рафаель виграла путівку до фіналу конкурсу, коли виконала пісню Демі Ловато «Warrior».
Зрештою, 22 січня 2025 року вона вийшла у фінал, де виконала «Dancing Queen» і «Writing's on the Wall», посіла перше місце і здобула право представляти Ізраїль на Євробаченні.
9 березня 2025 року в прямому етері телеканалу Кан 11 вийшов документальний фільм «Ти виграв зі мною все» (івр. ניצחת איתי הכל), який супроводжує Рафаель від можливої смерті в Беері до сцени Євробачення, після чого було представлено пісню «New Day Will Rise» (укр. Новий день настане), яку виконає Юваль Рафаель на конкурсі Євробачення 2025. Авторка музики і тексту — ізраїльська співачка і композиторка Керен Пелес, а продюсуванням і аранжуванням займався Томар Біран. Композиція включає рядки з «Пісні пісень» і виконується англійською, івритом та французькою мовами.
За голосуванням на конкурсі Євробачення 2025 у своєму півфіналі вона посіла перше місце з 203 балами, а у фіналі конкурсу посіла друге місце в загальному заліку з 357 балами, таким чином, перемігши в глядацькому голосуванні.

### Музичний стиль
З раннього віку Юваль Рафаель слухала класичну музику, джаз, блюз і психоделічний рок; тепер вона розвиває стиль, на який здебільшого вплинули такі попвиконавці, як Бейонсе, Фредді Мерк'юрі та Селін Діон — їх вона назвала в кількох інтерв'ю своїми орієнтирами.

## Галерея

Юваль на Євробаченні 2025
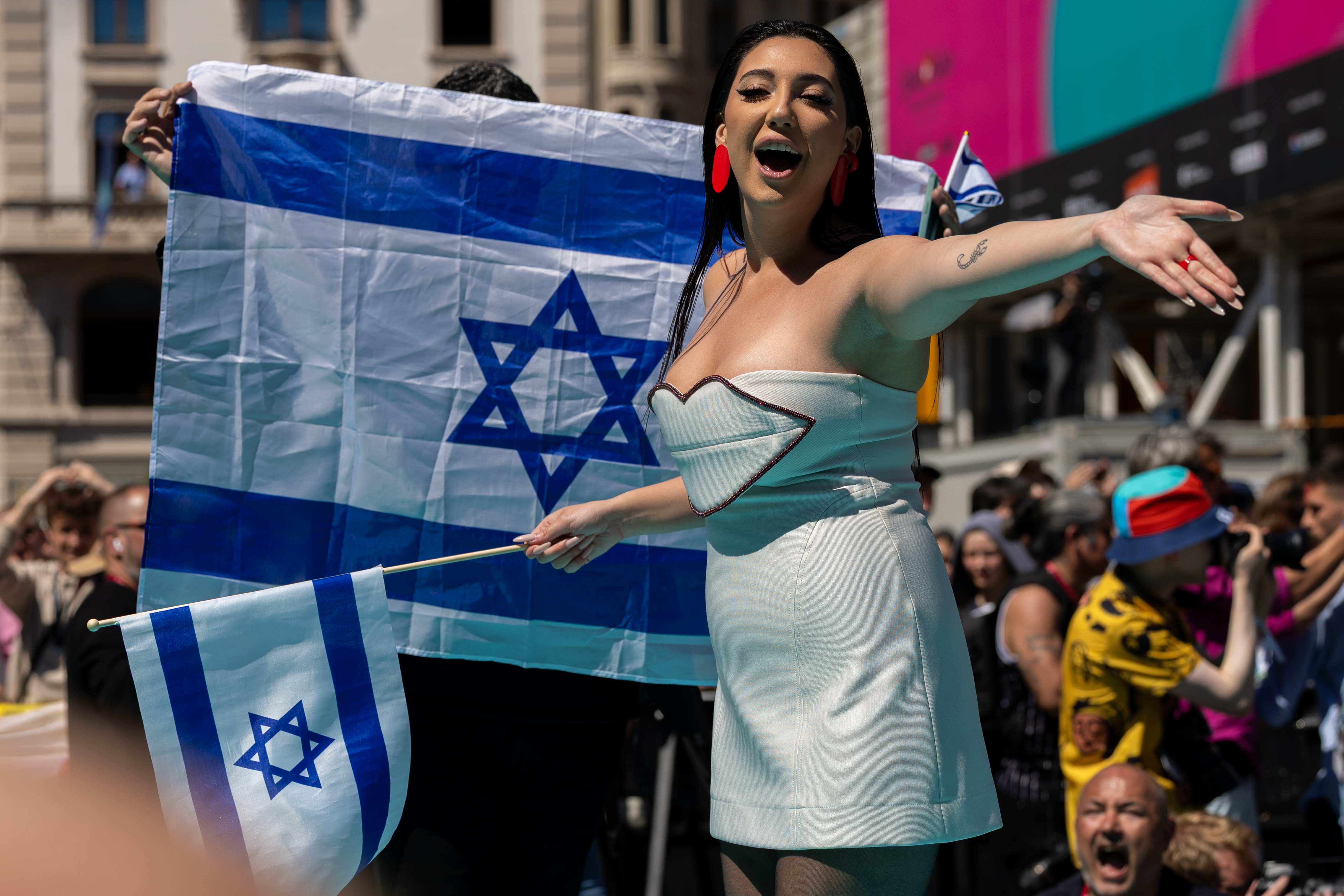
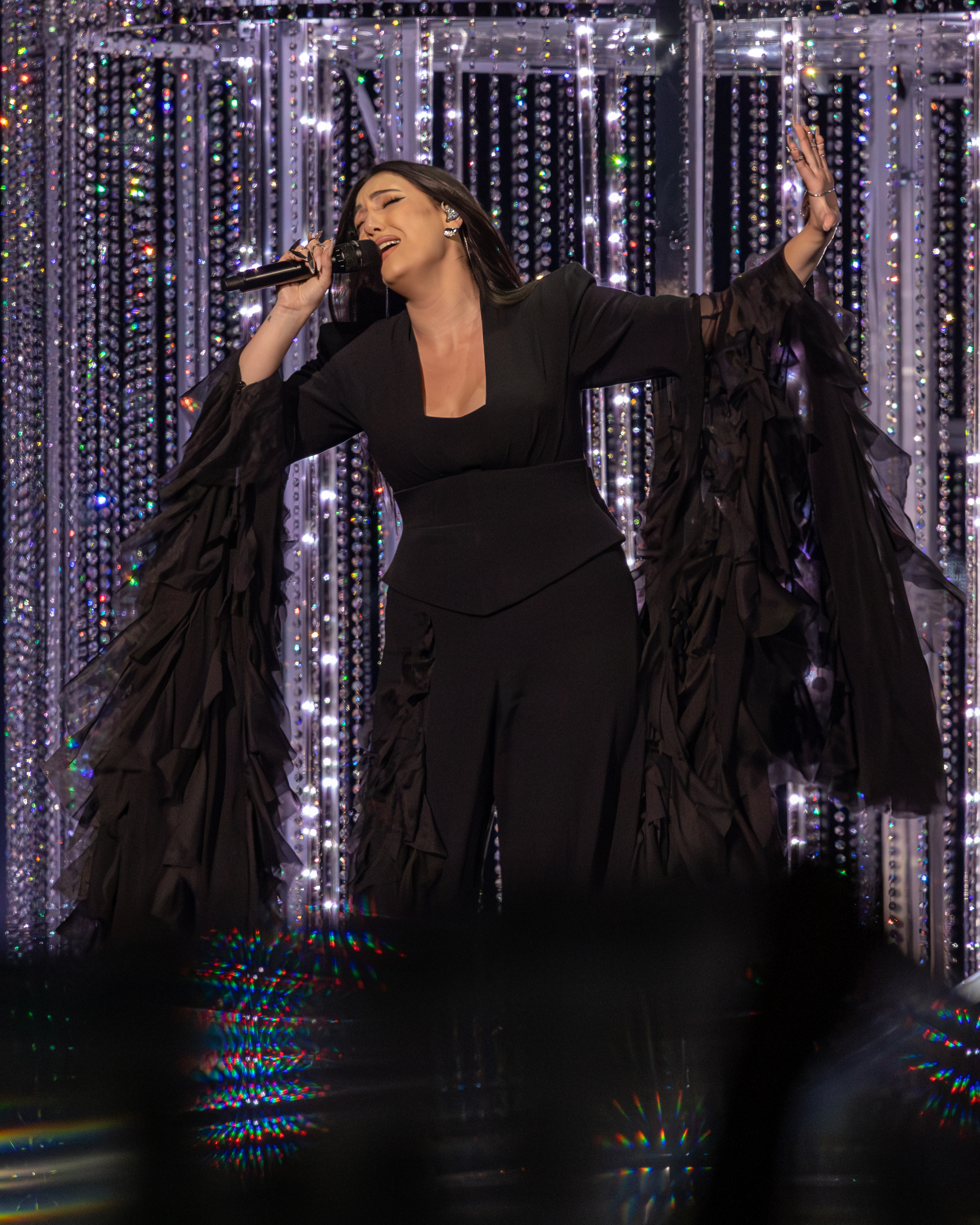
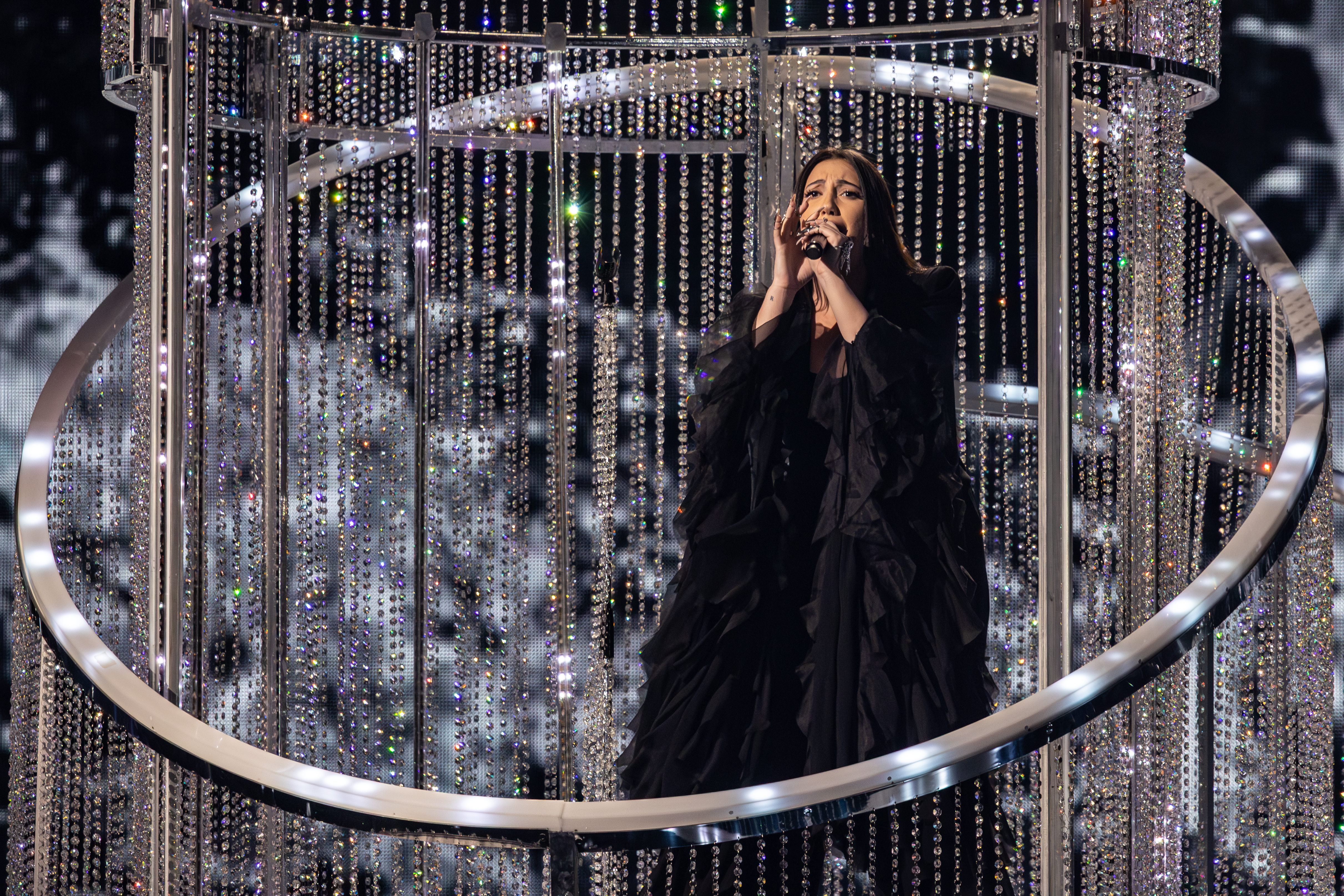
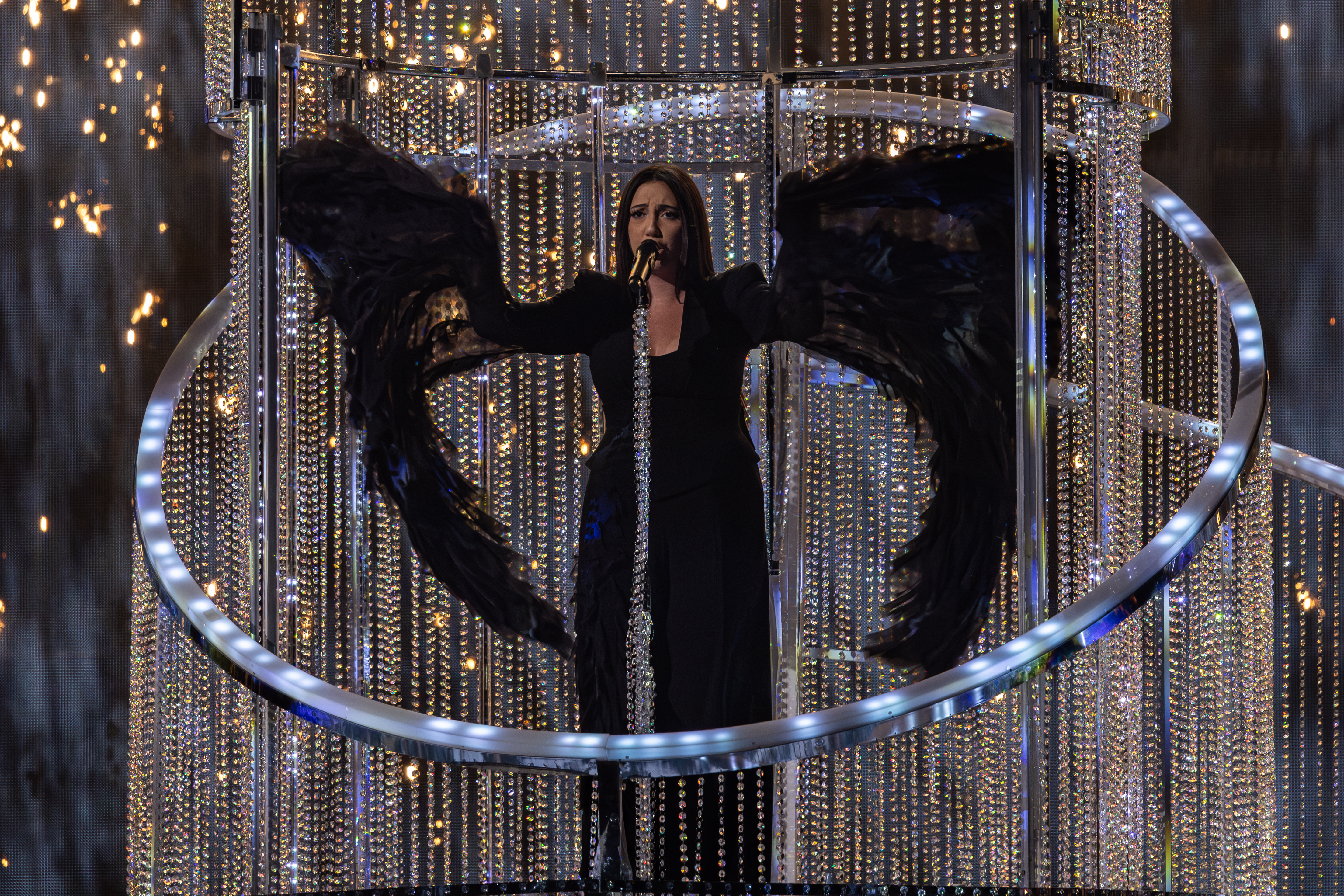
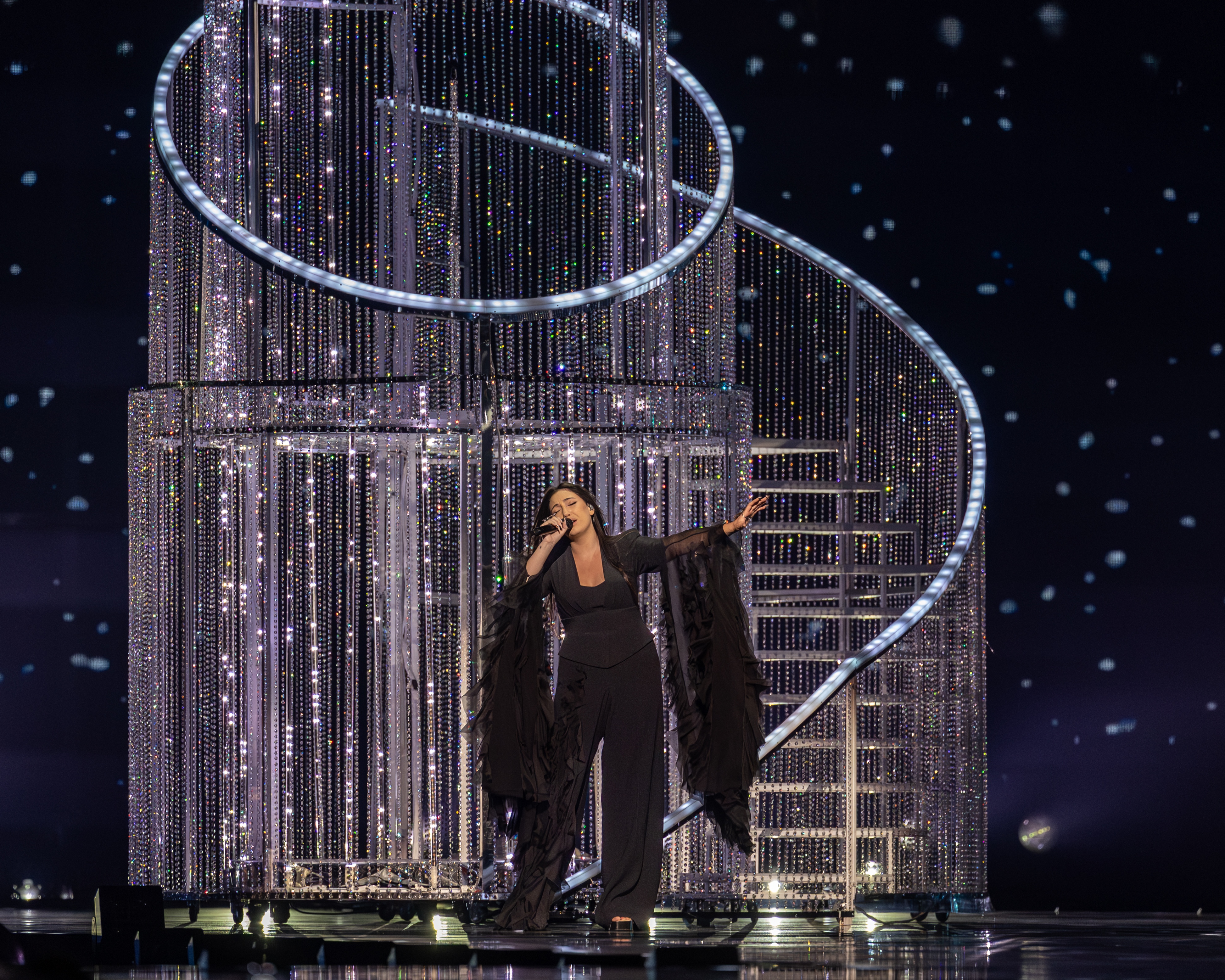
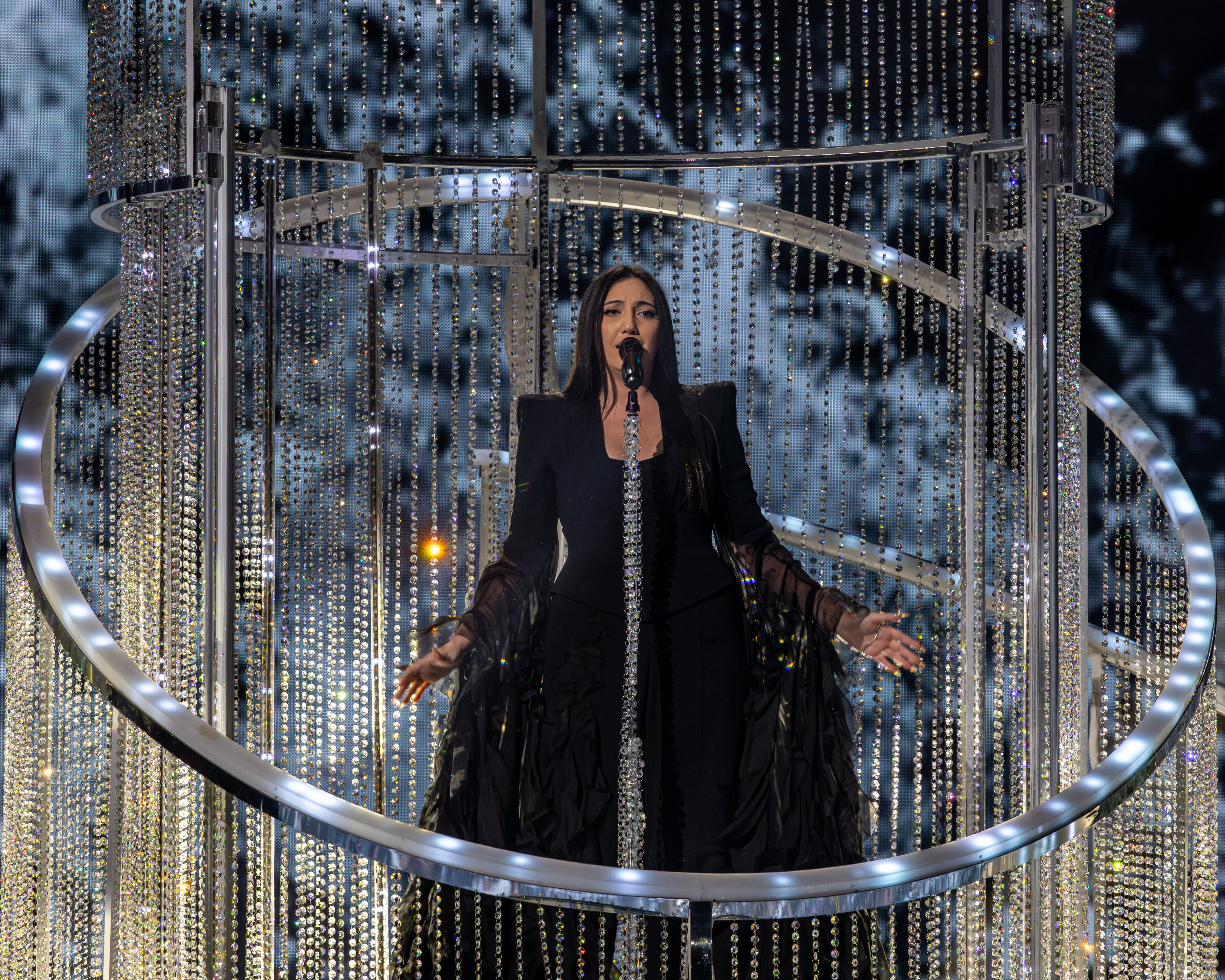
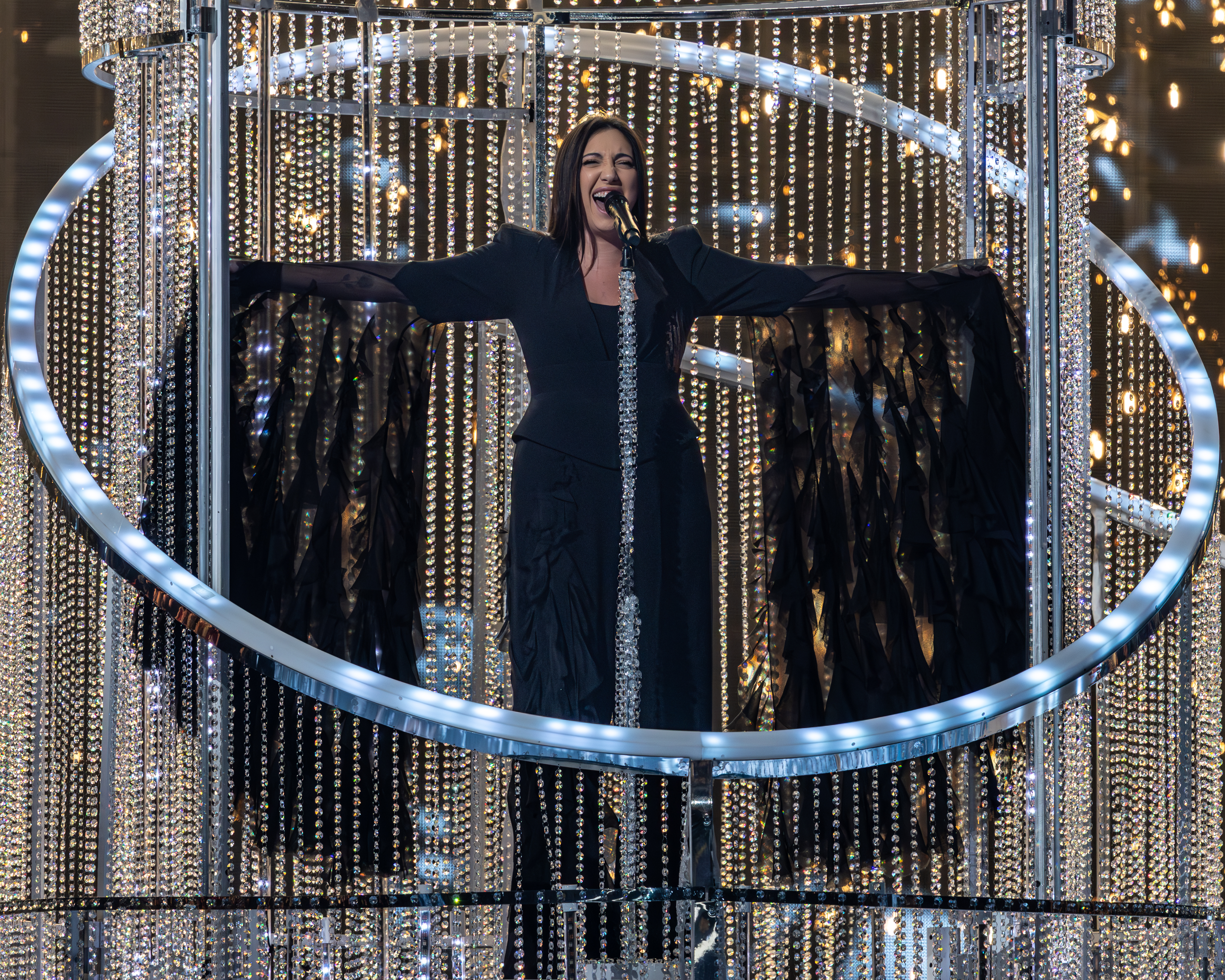
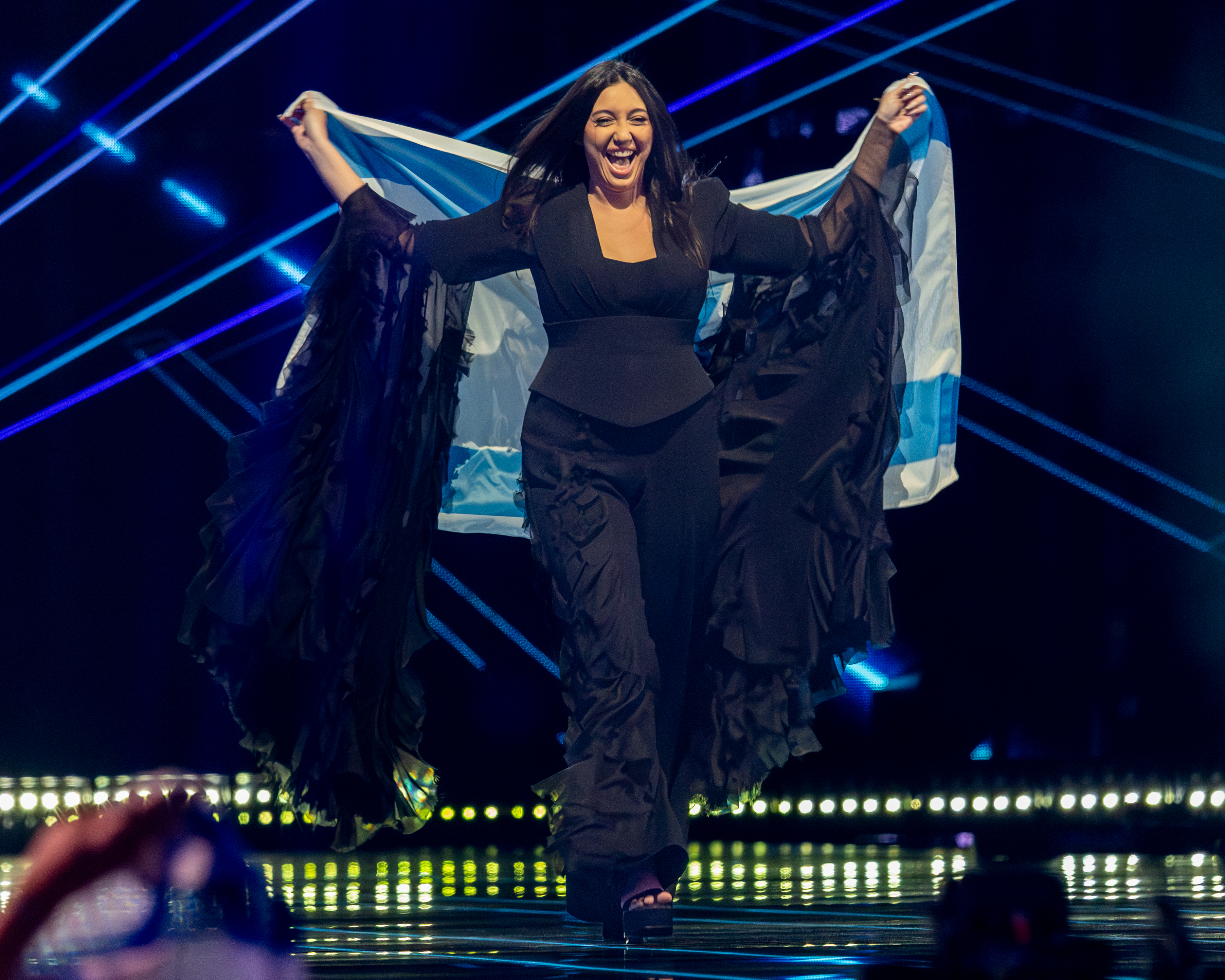

## Дискографія

### Сингли
| Назва               | Рік  | Пікові позиції в чартах | Пікові позиції в чартах | Пікові позиції в чартах | Пікові позиції в чартах | Пікові позиції в чартах | Альбом            |
| Назва               | Рік  | ISR Dom. Air.           | AUT                     | LTU                     | SWE                     | SWI                     | Альбом            |
| ------------------- | ---- | ----------------------- | ----------------------- | ----------------------- | ----------------------- | ----------------------- | ----------------- |
| "New Day Will Rise" | 2025 | 1                       | 44                      | 37                      | 89                      | 18                      | Сингл без альбому |